# Konzerthausorchester Berlin
La Konzerthausorchester Berlin (fins a 2006 coneguda com a Berliner Symphoniker o Berliner Sinfonie-Orchester) és una de les majors orquestres simfòniques amb seu a Berlín (Alemanya). Va ser fundada el 1952 a l'antic Berlín Oriental. La seva seu oficial és el Konzerthaus Berlin, dissenyada per l'arquitecte Karl Friedrich Schinkel. L'edifici va ser destruït durant la II Guerra Mundial i reconstruït entre 1979 i 1984.
Des d'octubre de 2006 fins a 2011, el mestre alemany Lothar Zagrosek ha estat el director titular de la Konzerthausorchester. A partir de l'inici de la temporada 2012/2013 ho fou el director hongarès Iván Fischer.

## Directors

Joana Mallwitz 2023

- Hermann Hildebrandt (1952 - 1959)
- Kurt Sanderling (1960–1977)
- Günther Herbig (1977–1983)
- Claus Peter Flor (1984–1991)
- Michael Schønwandt (1992–1998)
- Eliahu Inbal (2001–2006)
- Lothar Zagrosek (2006–2011)
- Iván Fischer (2012–2018)
- Christoph Eschenbach (2019–2023)
- Joana Mallwitz (2023–present)